# پیتر شوملین
پیتر شوملین (انگلیسی: Peter Elliott Shumlin؛ زادهٔ ۲۴ مارس ۱۹۵۶) یک سیاست‌مدار اهل ایالات متحده آمریکا است. شوملین فرماندار ایالت ورمانت از حزب دموکرات ایالات متحده آمریکا بود که در تاریخ ۶ ژانویه ۲۰۱۱ میلادی به عنوان فرماندار انتخاب شد و تا ۵ ژانویه ۲۰۱۷ در این سمت باقی ماند.